# Abseudrapa lancinata
Abseudrapa lancinata là một loài bướm đêm trong họ Noctuidae.